# Rollinia insignis
Rollinia insignis R.E.Fr. – gatunek rośliny z rodziny flaszowcowatych (Annonaceae Juss.). Występuje naturalnie w Peru oraz zachodniej Brazylii. 

## Morfologia
PokrójZimozielone drzewo dorastające do 15 m wysokości. Młode pędy są owłosione.
LiścieMają kształt od eliptycznego do eliptycznie odwrotnie jajowatego. Mierzą 15–25 cm długości oraz 8–12 cm szerokości. Nasada liścia jest zaokrąglona. Blaszka liściowa jest całobrzega o ogoniastym wierzchołku. Ogonek liściowy jest owłosiony i dorasta do 12–15 mm długości.
KwiatySą zebrane po 4–5 w pęczki, rozwijają się w kątach pędów. Działki kielicha mają owalny kształt i dorastają do 3–4 mm długości. Płatki mają odwrotnie jajowaty kształt i osiągają do 17–18 mm długości.